# Sansan
För andra betydelser, se Sansan (olika betydelser).
Sansan är en kommun i departementet Gers i regionen Occitanien i sydvästra Frankrike. Kommunen ligger i kantonen Auch-Sud-Est-Seissan som tillhör arrondissementet Auch. År 2022 hade Sansan 100 invånare.

## Befolkningsutveckling

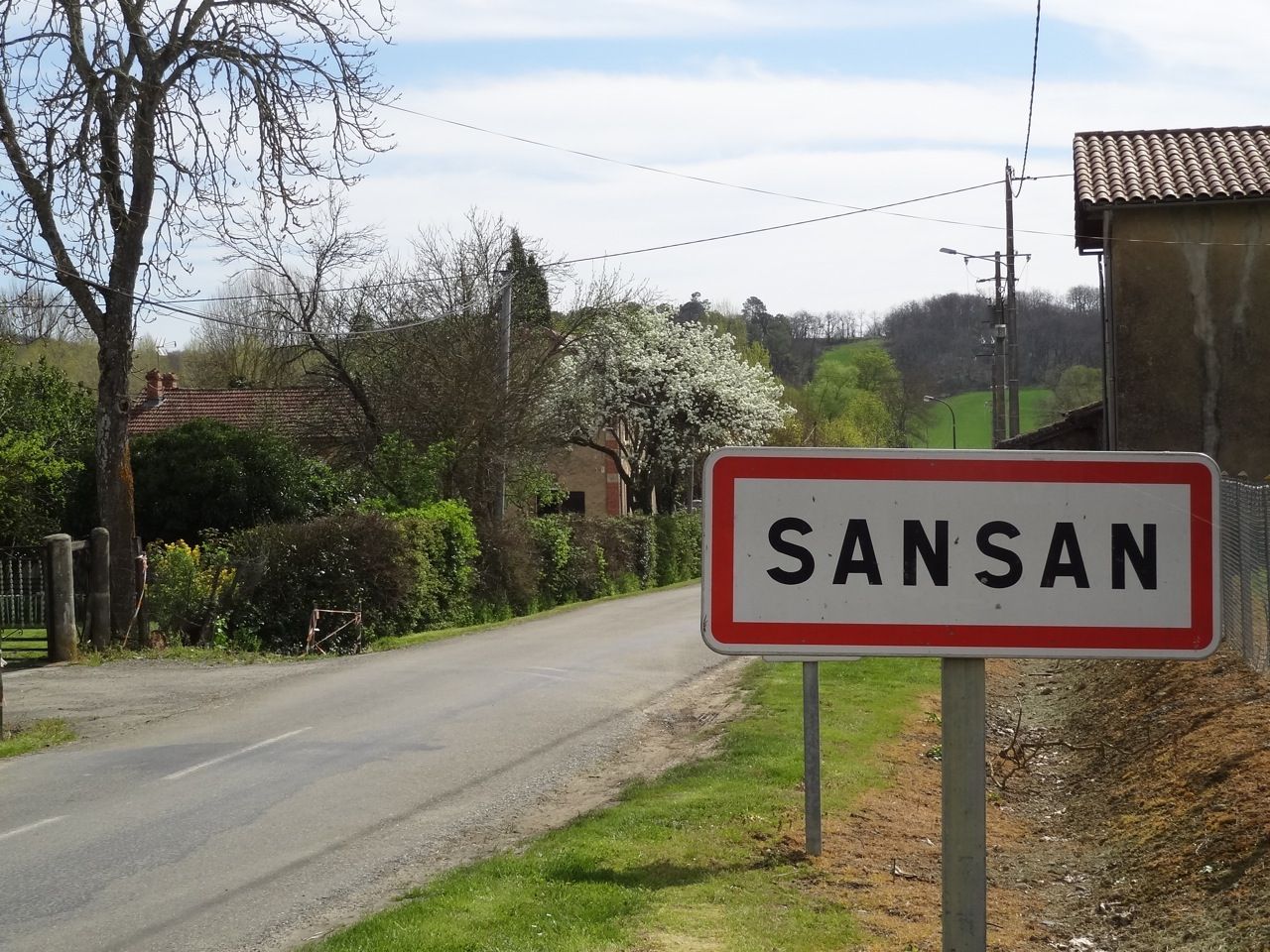
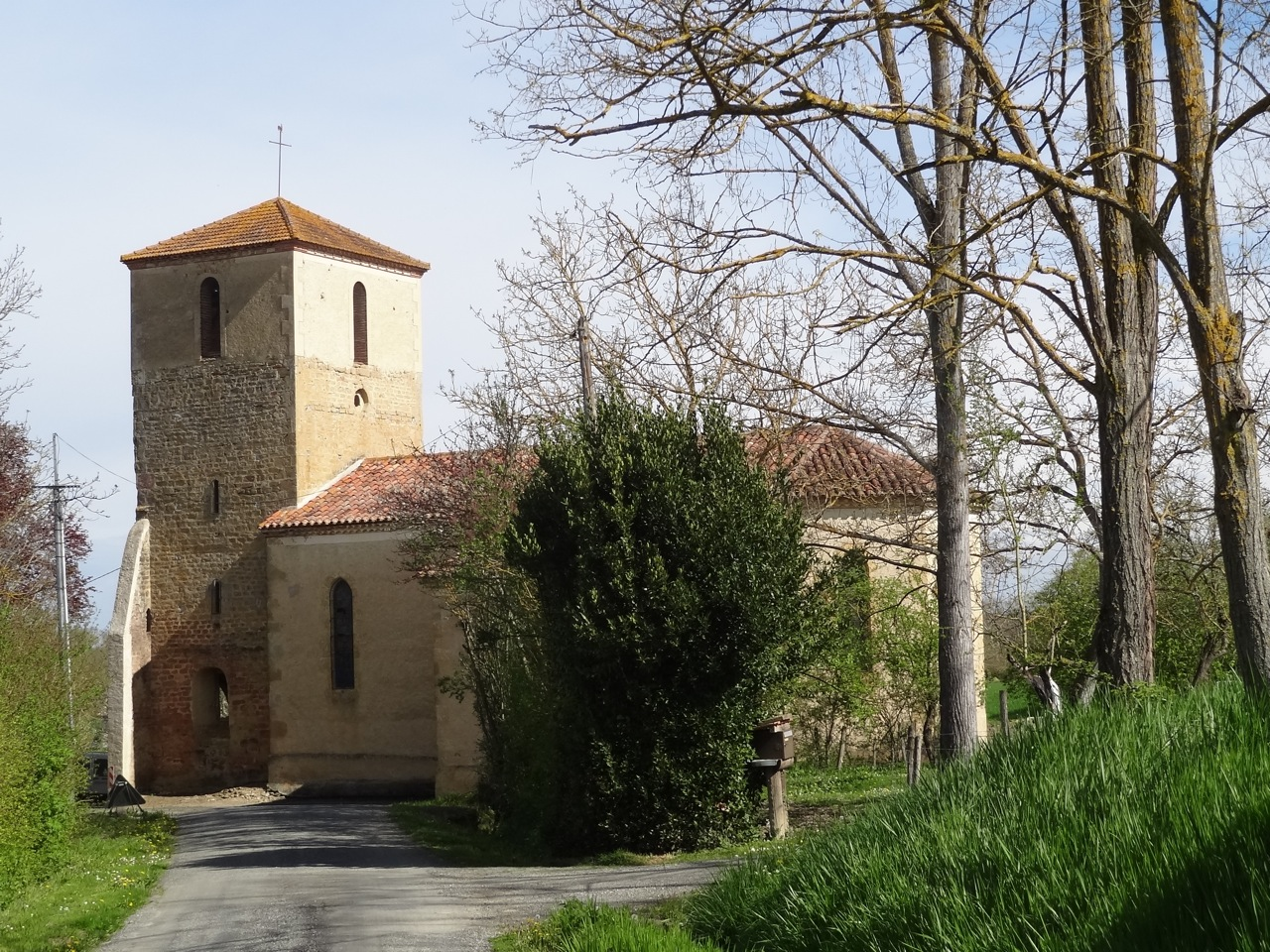

Antalet invånare i kommunen Sansan
Referens:INSEE